# Anicet Georges Dologuélé

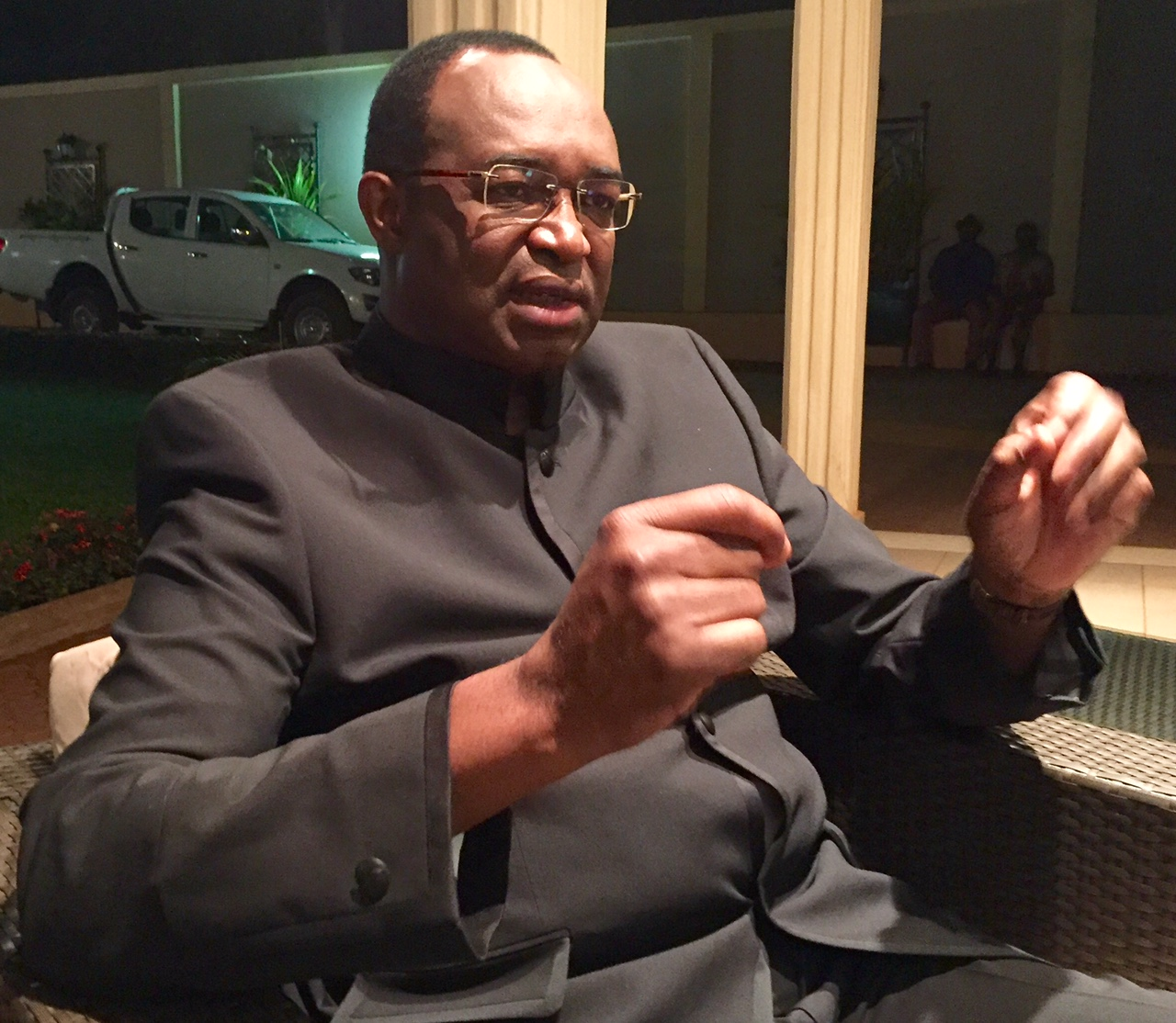
Anicet Georges Dologuélé

Anicet Georges Dologuélé (* 17. April 1957) war vom 4. Januar 1999 bis zum 1. April 2001 Premierminister der Zentralafrikanischen Republik.

## Politische Laufbahn
Bevor er Premierminister wurde, diente Dologuélé als Minister für Finanzen und Haushalt in der Regierung von Präsident Michel Gbezera-Bria. Dologuélé war kein Mitglied der regierenden Partei Mouvement pour la Libération du Peuple Centrafricain (MLPC) und wurde deshalb von dieser angefeindet.
Am 1. April 2001 wurde er von Präsident Ange-Félix Patassé entlassen und durch Martin Ziguélé ersetzt. Dologuélé kritisierte diese Entscheidung, da angeblich politische Erwägungen guter Verwaltung vorgezogen wurden.
| Personendaten    | Personendaten                  |
| ---------------- | ------------------------------ |
| NAME             | Dologuélé, Anicet Georges      |
| KURZBESCHREIBUNG | zentralafrikanischer Politiker |
| GEBURTSDATUM     | 17. April 1957                 |